# Burgstall bei Marklkofen
Der Burgstall bei Marklkofen bezeichnet eine abgegangene mittelalterliche Wasserburg nahe der niederbayerischen Gemeinde Marklkofen im Landkreis Dingolfing-Landau. Er liegt nördlich der Vils und ca. 920 m westlich von der Pfarrkirche Mariä Himmelfahrt von Marklkofen. Er wird als Bodendenkmal unter der Aktennummer D-2-7441-0009 im Bayernatlas als „verebneter Wasserburgstall des Mittelalters“ geführt.

## Beschreibung
Der Burgstall bei Marklkofen ist eine kreisrunde Anlage mit ca. 110 m Durchmesser, der einen schmalen Wall und eine Grabenmulde aufweist. Durch die Turmhügelanlage führt ein Abflusskanal. Die Umrisse der verebneten Anlage sind auch heute noch gut sichtbar, z. B. bei leichter Beschneiung.

## Geschichte
Zu und durch die Anlage führt ein Altweg des Mittelalters, der unter der Aktennummer D-2-7441-0093 0009 im Bayernatlas als „Altweg des Mittelalters, wohl zu einem verebneten Wasserburgstall führend“ genannt wird. Von daher ist anzunehmen, dass der ehemaligen Burg eine Funktion bei der Überwachung eines Übergangs über die Vils zukam.